# Обманки

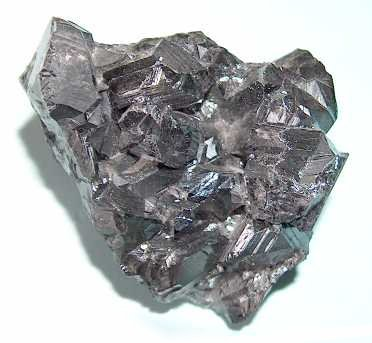
Кристалл сфалерита (цинковой обманки)

Обма́нки или бле́нды (устар. прямым переносом от нем. Blende) — эмпирически определённая в XVI-XVIII веках собирательная группа минералов, объединённых по внешним морфологическим признакам, прежде всего, по характеру блеска (полуметаллического или алмазного), а также по другим физическим свойствам (цвет, плотность), присущим как рудам металлов, так и минералам, не являющимся металлическими рудами.
Обобщающее название «обманок» было введено ещё в средние века рудокопами и горняками, зачастую принимавшими эти минералы за руды известных в то время металлов. Оно сохранилось за цинковой обманкой (сфалеритом), кадмиевой обманкой (гринокитом), бархатистой обманкой (тонковолокнистые агрегаты гётита) и другими минералами. К обманкам относится также минерал роговая обманка, железистые разновидности которой обладают сильным полуметаллическим блеском, но не являются рудой.
Наряду с колчеданами и блесками, обманки относятся преимущественно к группе сульфидных минералов. При этом они принципиально признавались «цветными» минералами, в отличие от первых двух. Как считалось, разности блесков имеют серый зеркальный или металлический блеск с показателями преломления выше 3, а колчеданы отличаются преимущественно желтоватым или красноватым «медным» оттенком.